# Michel Vaxès
Michel Vaxès, né le 14 novembre 1940 à Marseille (Bouches-du-Rhône) et mort le 18 septembre 2016 à Port-de-Bouc, est un homme politique français.

## Biographie
Conseiller d'orientation et psychologue de formation, Michel Vaxès est élu député communiste le 16 juin 2007, pour la XIIIe législature (2007-2012), dans la 13e circonscription des Bouches-du-Rhône. Il fait partie du groupe Groupe de la Gauche démocrate et républicaine et est membre de la commission des affaires culturelles et de l'éducation.
En 2003, il propose de supprimer la notion de « race » du dispositif législatif français, mais cette demande est refusée par la majorité UMP au motif que la suppression de cette notion de notre arsenal législatif empêcherait de condamner les crimes et délits racistes.
Député depuis 1997, il renonce à se présenter aux élections législatives de juin 2012 et laisse ainsi sa place à son suppléant Gaby Charroux.

## Mandats
- 14/03/1971 - 12/03/1977 : membre du conseil municipal de Port-de-Bouc (Bouches-du-Rhône)
- 13/03/1977 - 13/03/1983 : membre du conseil municipal de Port-de-Bouc (Bouches-du-Rhône)
- 14/03/1983 - 19/03/1989 : adjoint au maire de Port-de-Bouc (Bouches-du-Rhône)
- 03/10/1988 - 27/03/1994 : membre du conseil général des Bouches-du-Rhône
- 20/03/1989 - 03/05/1990 : adjoint au maire de Port-de-Bouc (Bouches-du-Rhône)
- 04/05/1990 - 18/06/1995 : maire de Port-de-Bouc (Bouches-du-Rhône)
- 28/03/1994 - 12/10/1997 : vice-président du conseil général des Bouches-du-Rhône
- 19/06/1995 - 18/03/2001 : maire de Port-de-Bouc (Bouches-du-Rhône)
- 19/03/2001 - 19/06/2005 : maire de Port-de-Bouc (Bouches-du-Rhône)
- 01/06/1997 - 18/06/2002 : député des Bouches-du-Rhône
- 16/06/2002 - 25/06/2007 : député des Bouches-du-Rhône
- 17/06/2007 - 19/06/2012 : député des Bouches-du-Rhône

## Autre mandat
- De 2005 au 18 septembre 2016, membre du Conseil municipal de Port-de-Bouc, Bouches-du-Rhône (16 686 habitants)